# Віцепрем'єр-міністр України
Віцепрем'єр-міністр України — член Уряду України — Кабінету Міністрів України

## Законодавчий статус
Відповідно до статті 114 Конституції України, до складу Кабінету Міністрів України входять Прем'єр-міністр України, Перший віцепрем'єр-міністр, віцепрем'єр-міністри, міністри.
Повноваження визначаються Законом України «Про Кабінет Міністрів України».

## Повноваження
Віцепрем'єр-міністри мають певні додаткові повноваження, що стосуються роботи Кабінету Міністрів та його взаємодії з іншими органами влади, а саме:
- забезпечує виконання програми діяльності Кабінету Міністрів;
- забезпечує підготовку питань для розгляду на засіданнях Кабінету Міністрів України, попередньо розглядає і погоджує проєкти законів, актів Президента України, що готуються Кабінетом Міністрів України, та проєкти відповідних актів Кабінету Міністрів України, сприяє узгодженню позицій між членами Кабінету Міністрів України, вносить пропозиції щодо порядку денного засідань Кабінету Міністрів України;
- забезпечує взаємодію Кабінету Міністрів України з Президентом України та Верховною Радою України з питань діяльності Кабінету Міністрів України, інших органів виконавчої влади;
- бере участь у розгляді питань на засіданнях Кабінету Міністрів України, має право бути присутнім на засіданнях Верховної Ради України та її органів, брати участь у роботі органів влади;
- за рішенням Кабінету Міністрів України здійснює керівництво консультативними, дорадчими та іншими допоміжними органами, що утворюються Кабінетом Міністрів України;
- представляє в установленому порядку Кабінет Міністрів України у відносинах з іншими органами, підприємствами, установами та організаціями в Україні та за її межами;
- веде переговори і підписує міжнародні договори України відповідно до наданих йому повноважень;

У разі смерті або відсутності Прем'єр-міністра, його обов'язки до моменту призначення нового складу Кабінету Міністрів виконує Перший віцепрем'єр-міністр або один з віцепрем'єр-міністрів. Також віцепрем'єр-міністр може головувати на засіданнях Кабінету Міністрів у разі відсутності або за дорученням Прем'єр-міністра.

## Список віцепрем'єр-міністрів України на сьогоднішній день
| Посада                                                                                                 | Фото | Міністр                      | Час на посаді      |
| --- | ---- | ---------------------------- | ------------------ |
| Перший віцепрем'єр-міністр — Міністр економіки                                                         |      | Свириденко Юлія Анатоліївна  | з 4 листопада 2021 |
| Віцепрем'єр-міністр з питань європейської та євроатлантичної інтеграції України                        |      | Качка Тарас Андрійович       | з 17 липня 2025    |
| Віцепрем'єр-міністр — Міністр з питань реінтеграції тимчасово окупованих територій                     |      | Верещук Ірина Андріївна      | з 4 листопада 2021 |
| Віцепрем'єр-міністр з відновлення України                                                              |      | Кулеба Олексій Володимирович | з 5 вересня 2024   |
| Віцепрем'єр-міністр з інновацій, розвитку освіти, науки та технологій — Міністр цифрової трансформації |      | Федоров Михайло Альбертович  | з 21 березня 2023  |